# منقارسران
منقارسران یا عقرب‌نماها یا درازبالان (Mecoptera) راسته‌ای از حشرات هستند که ۵۵۰ گونه دارند و در ۹ خانواده دسته‌بندی شده‌اند.
منقارسران را گاه «مگس‌های عقربی» هم می‌گویند که مگس‌های عقربی البته بزرگ‌ترین خانواده از منقارسران با نام Panorpidae هستند. مگس‌های عقربی نر آلات تناسلی بلندی دارند که به نیش کژدم شباهت دارد.
از خانواده‌های اصلی دیگر در راسته منقارسران می‌توان به درازبالها اشاره کرد که بدنی دراز دارند. مگس‌های آویزان ماده جفت خود را بر اساس کیفیت شکارهایی که نرها به عنوان هدیه برای او می‌آورند انتخاب می‌کنند.
گرچه اکثریت منقارسران امروزی شکارچی و طعمه‌خوار هستند اما درازبالان اولیه احتمالاً پیش از تکامل دیگر حشرات نقش مهمی در گرده‌افشانی بازدانگان منقرض ایفا کرده‌اند. چون تعداد این حشرات کم است هنوز از بروز آنها در ایران خبری نیست.

## ویژگی‌ها
منقارسران حشرات کوچک با طول متوسطی هستند که سر آنها مانند منقار پرندگان بطرف پایین کشیده شده‌است. دوجفت بال دارند و انتهای بدن نر غالباً مانند عقرب بطرف بالا خمیده است و از این رو گاهی آنها را «عقرب‌نما» هم می‌خوانند. تعداد گونه‌های شناخته شده این حشرات کم و از ۳۰۰ عدد تجاوز نمی‌کند.
بسیاری از گونه‌های این راسته از خانواده Panorpidae هستند که انتهای شکم را مانند عقرب نگه می‌دارند. در بقیه خانواده‌ها Boreidae و Bittacidae و غیره انتهای شکم به بالا خم نمی‌شود. این حشرات روی گیاهان در سایه زندگی می‌کنند و از بقایای گیاهی و حیوانی و گاهی حشرات زنده تغذیه می‌کنند. بالهای منقارسران نسبتاً بلند است و غالباً لکه‌های تیره‌ای روی آنها مشاهده می‌شود. حشره بالغ تخم خود را در خاک قرار می‌دهد. لاروها سه جفت پا در روی سینه و هشت جفت پای کاذب که حلقه مانند است در زیر شکم دارند. شفیرهها نمایان است و برای تبدیل شدن به حشره بالغ به سطح خاک می‌خزند. لارو برخی از انواع حشرات این راسته پاهای دروغی زیر شکم ندارند و داخل خزه‌ها زندگی می‌کنند.

## نگارخانه

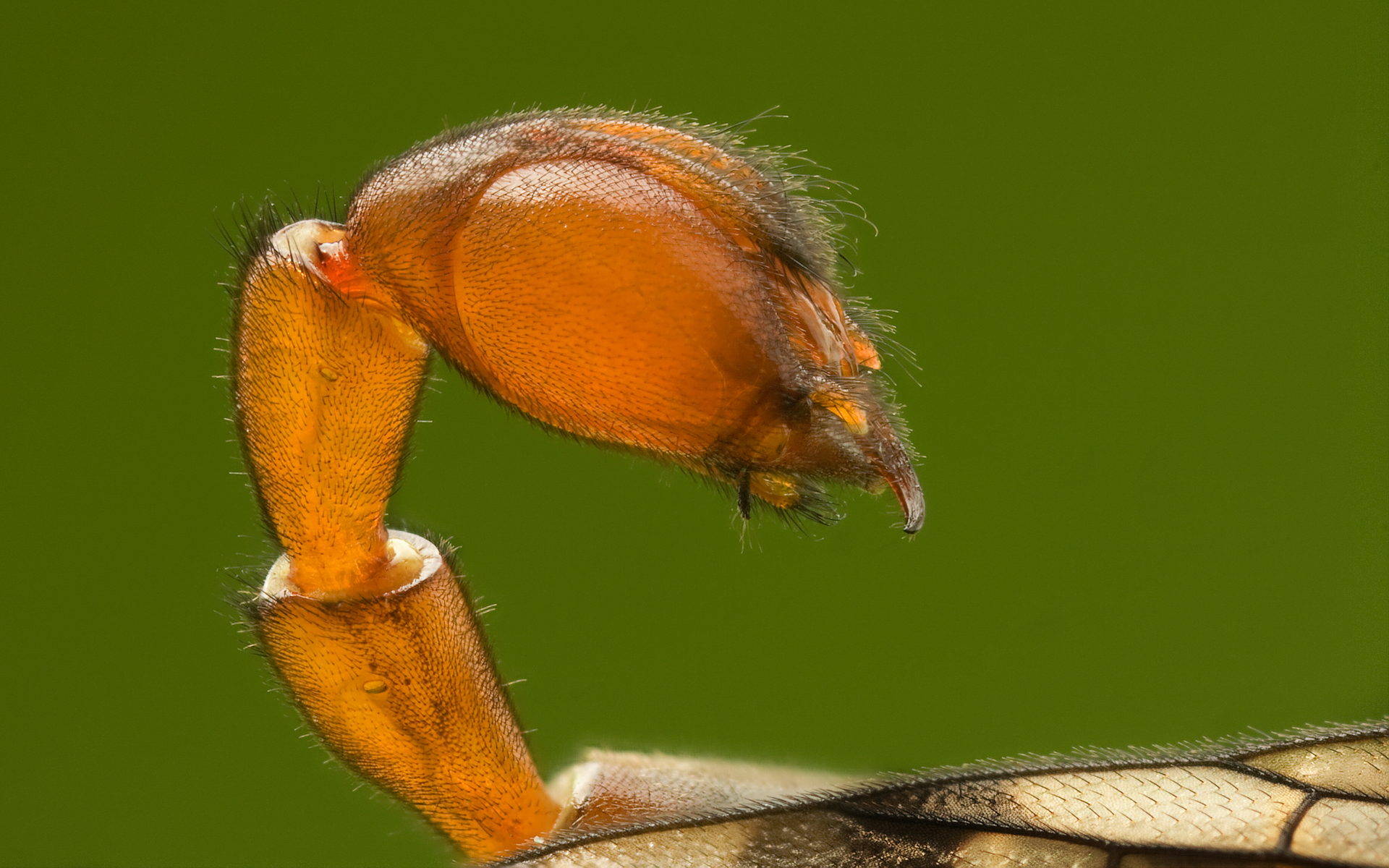
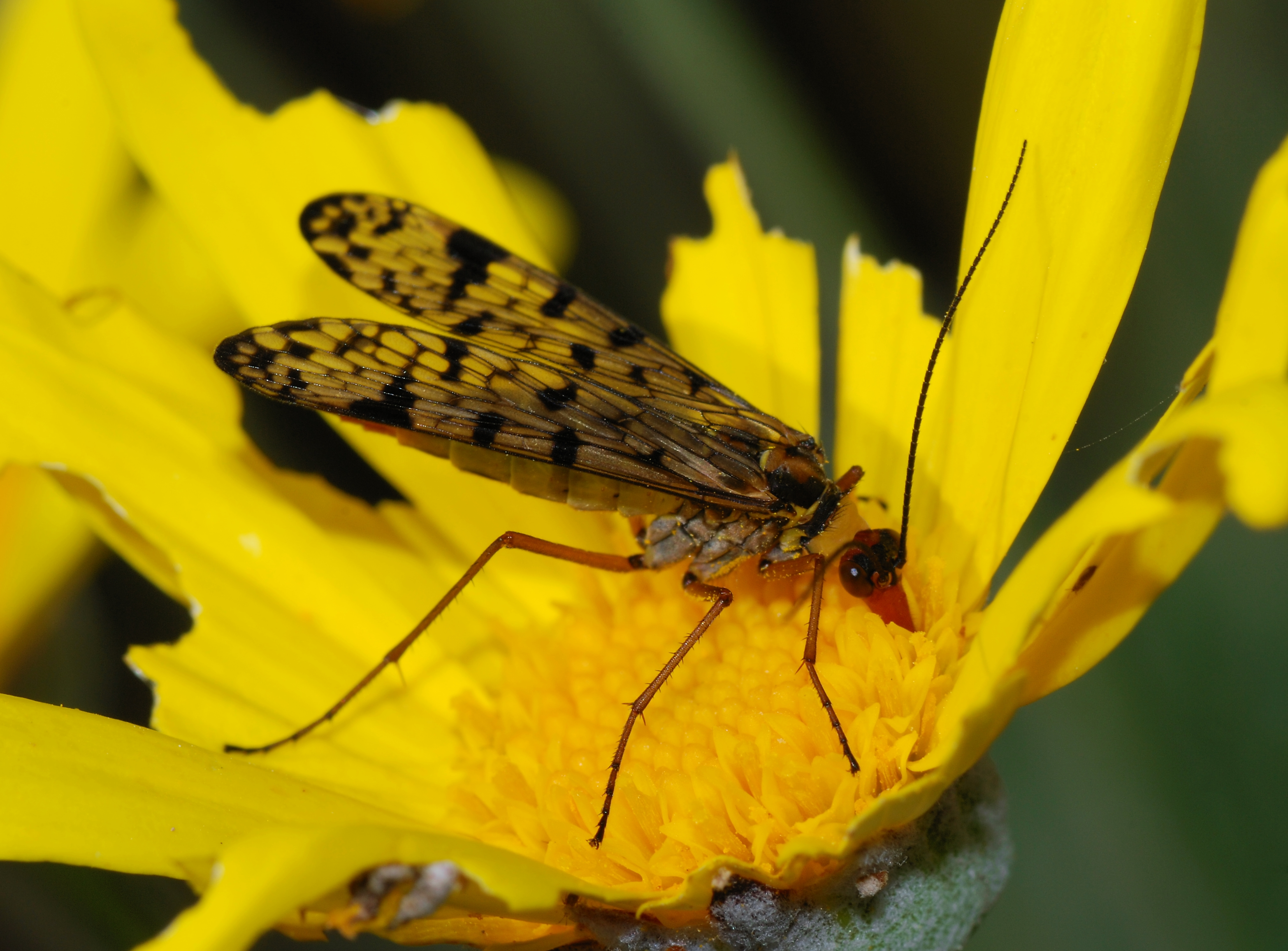
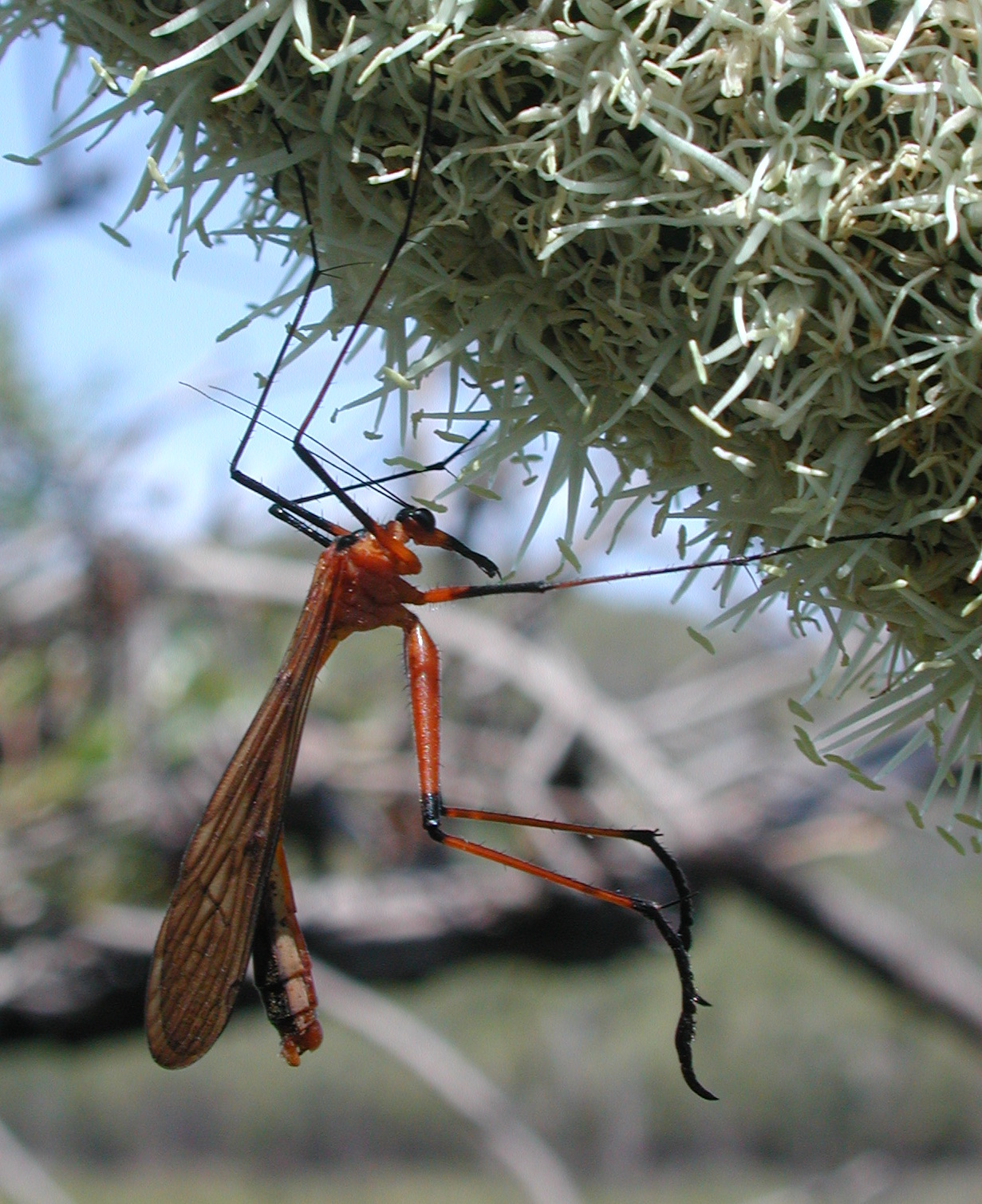
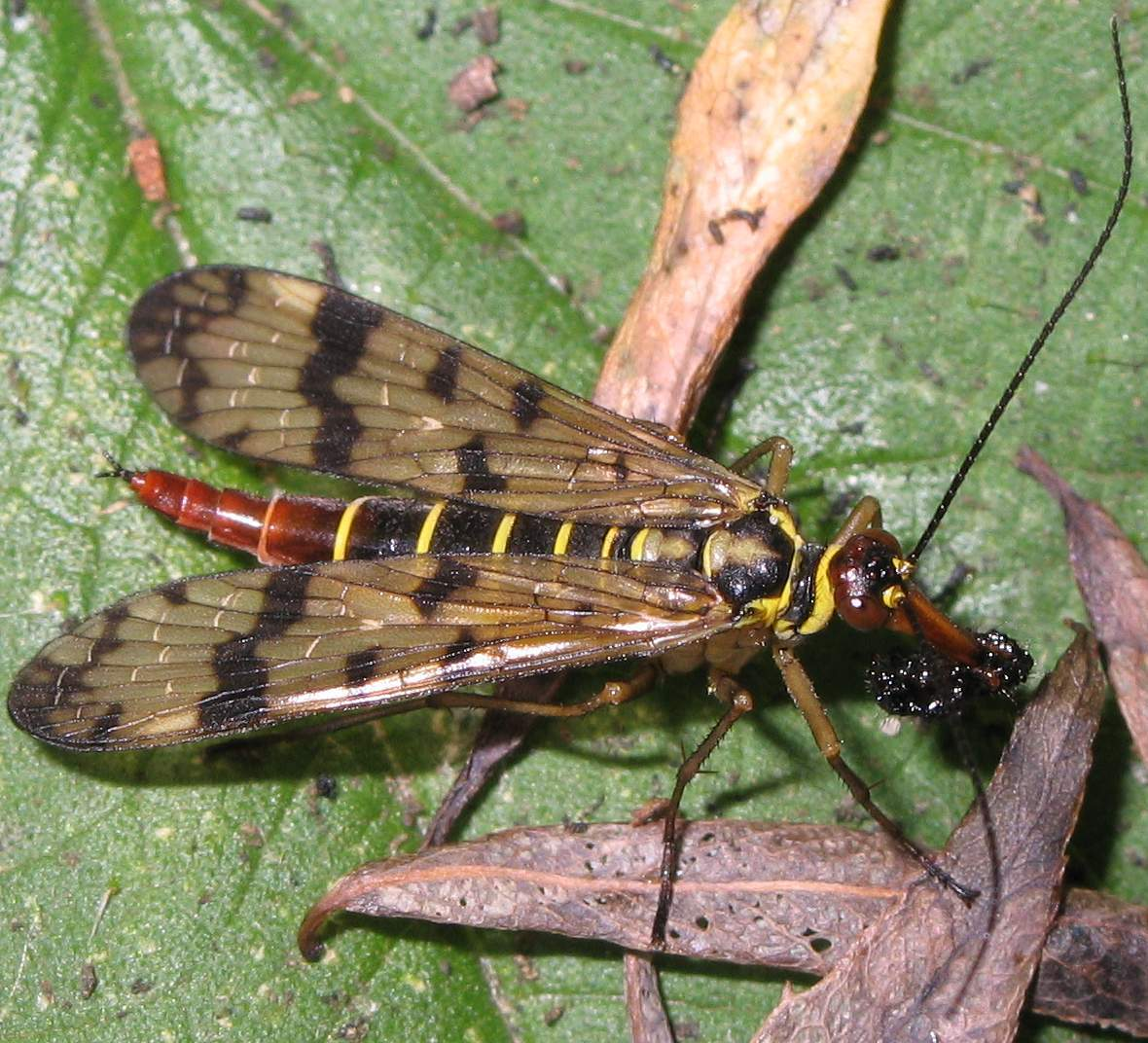
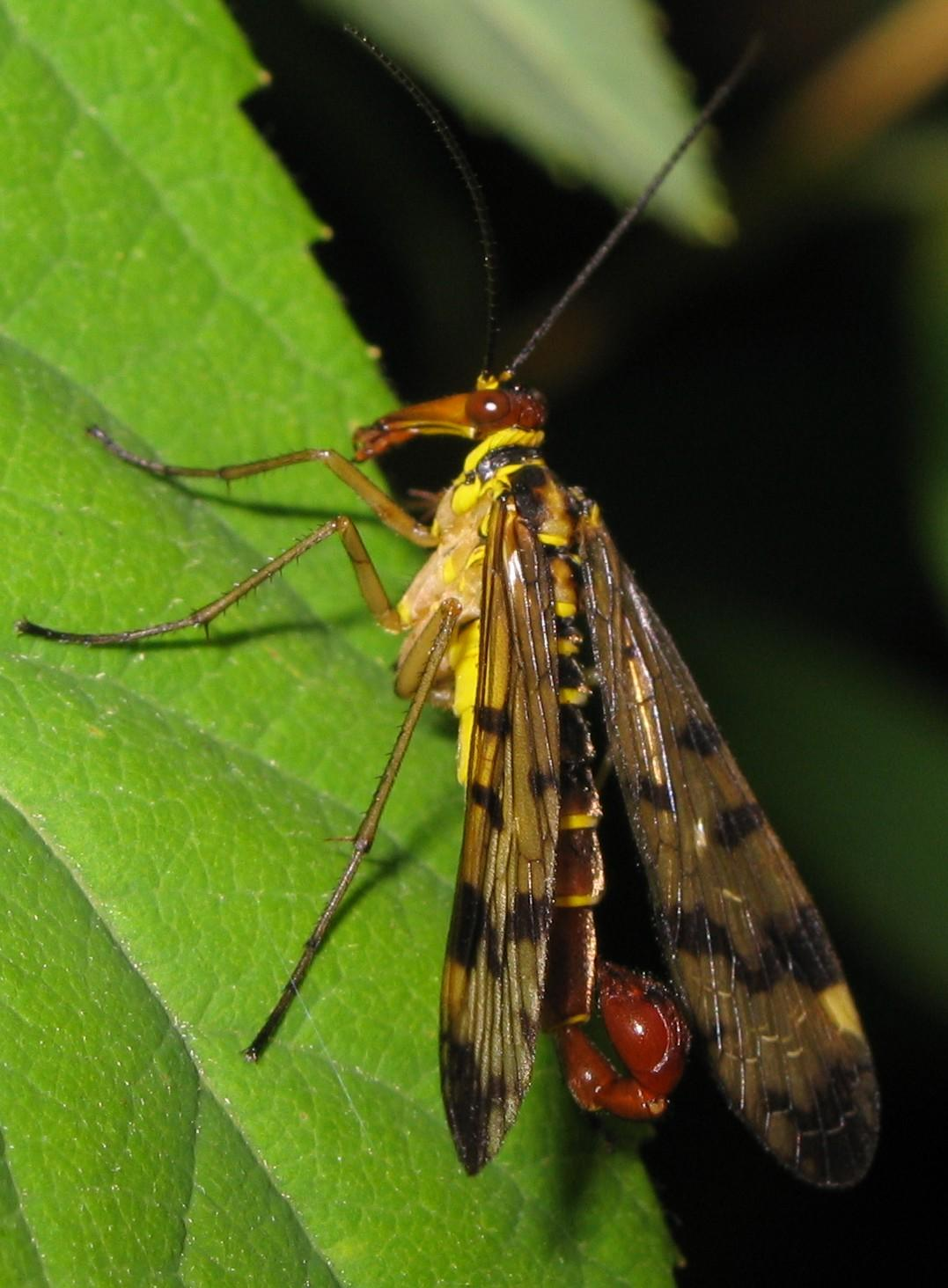
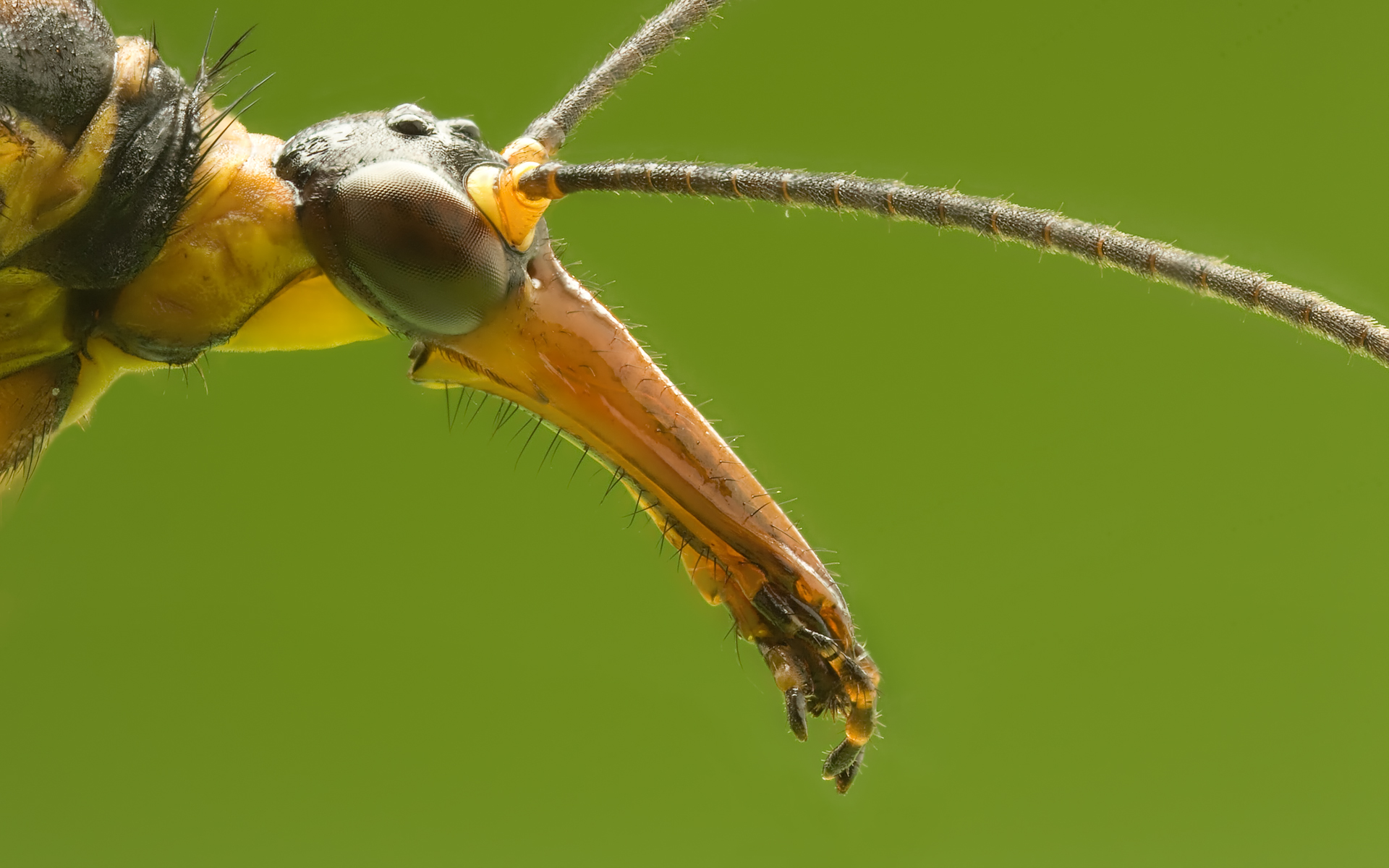
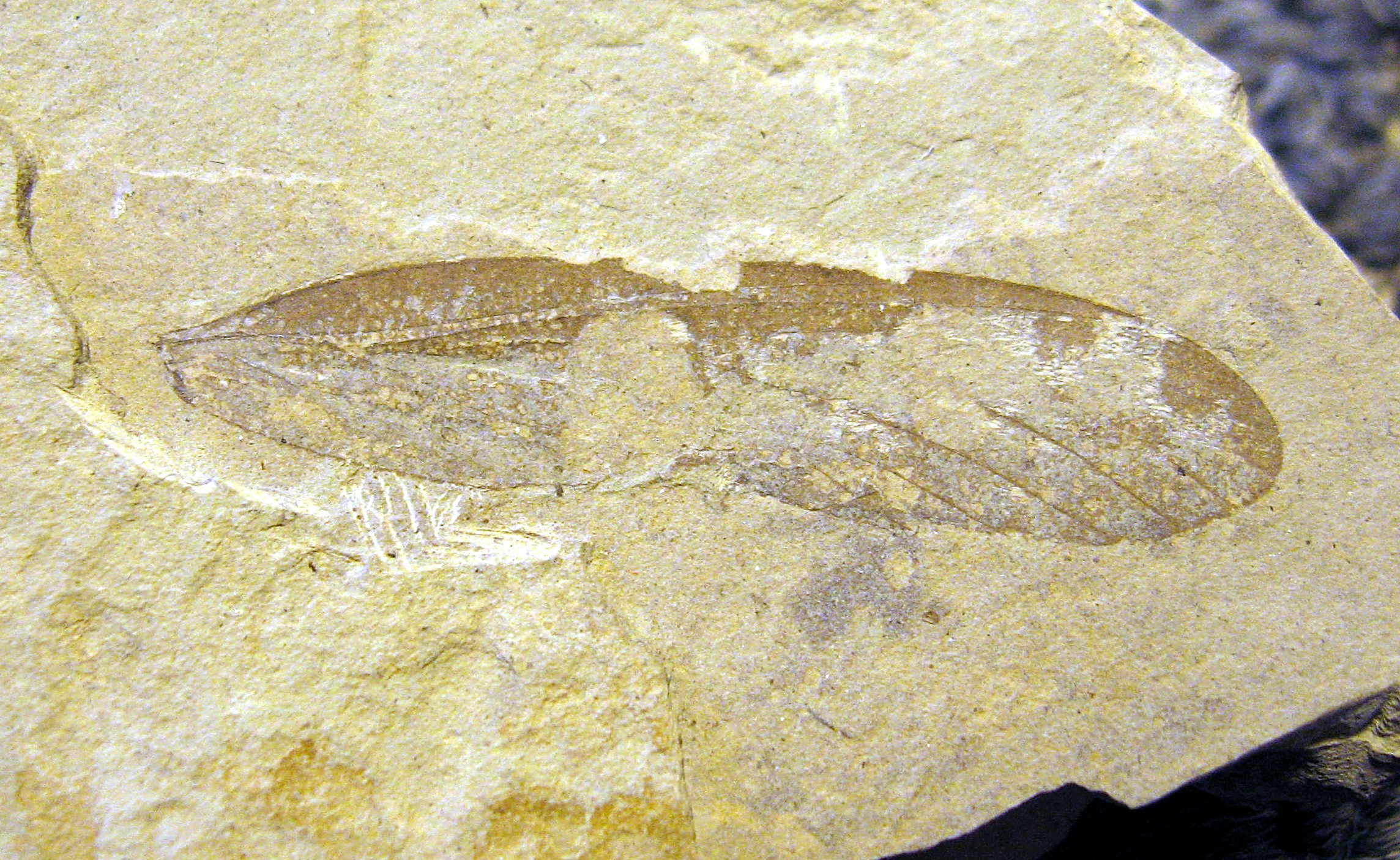
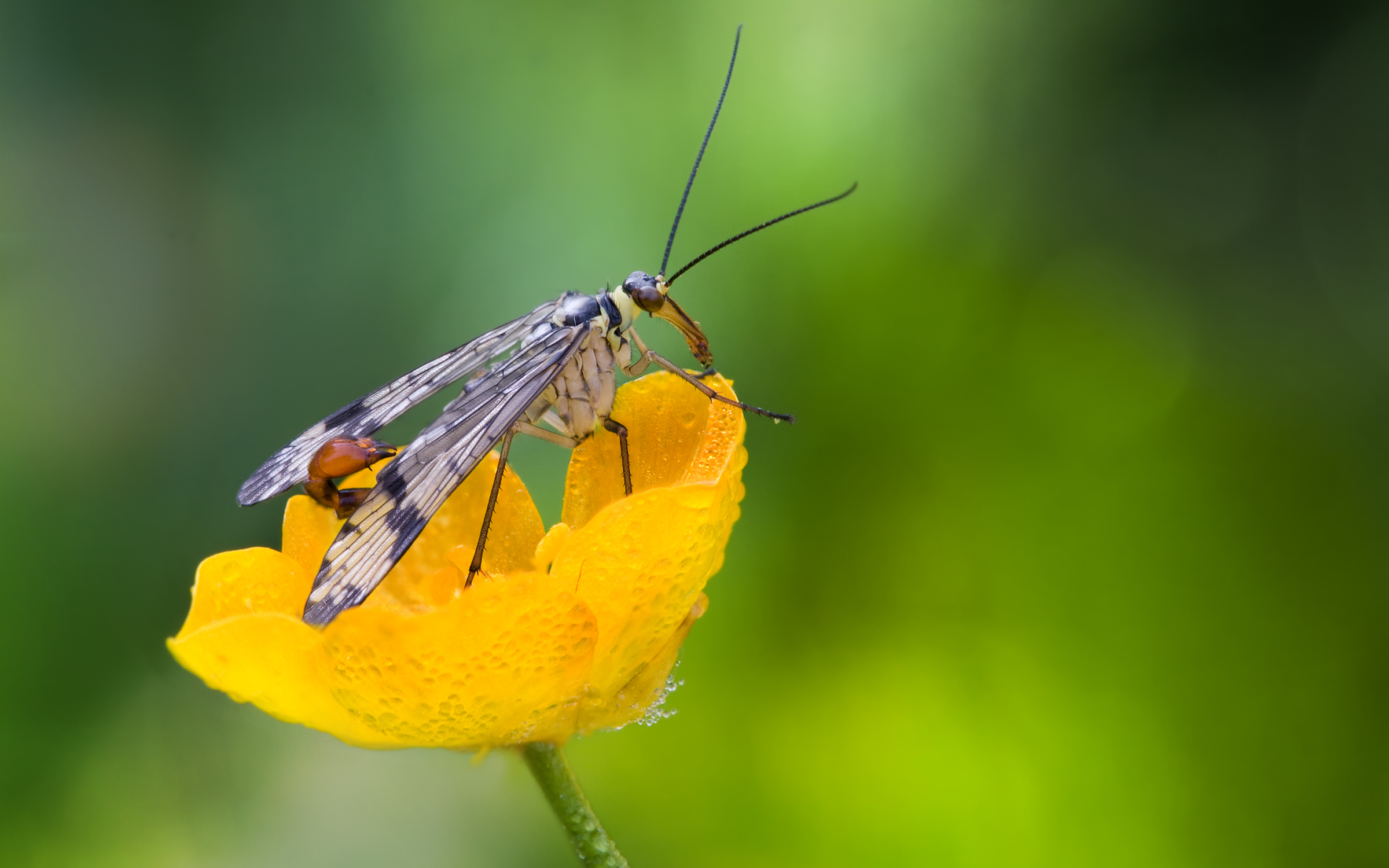
مگس‌عقرب کامیونیس نر